# Ferdinand Gaugain
Pour les articles homonymes, voir Gaugain.
Ferdinand Gaugain est un Abbé et historien mayennais du début du XXe siècle, né le 26 avril 1842 à Hambers (Mayenne) et mort le 25 décembre 1917 à Sainte-Gemmes-le-Robert (Mayenne).
- coauteur avec l'abbé Alphonse-Victor Angot du supplément (tome IV) du Dictionnaire historique, topographique et biographique de la Mayenne paru en avril 1909.
- auteur de l'Histoire de la révolution dans la Mayenne.

Le Dictionnaire historique, topographique et biographique de la Mayenne rassemble des articles (souvent publiés dans la Revue historique et archéologique de la Mayenne) résultant des travaux des auteurs, et de :
- M. Queruau-Lamerie
- M. A. Grosse-Duperon
- M. le Marquis de Beauchêne
- M. Louis Garnier
- M. Chiron du Brossay
- M. Louis-Julien Morin de la Beauluère
- M. Frédéric Le Coq
- M. le docteur Paul Delaunay
- M. d'Angleville
- M. de Hercé, député
- M. de Preaulx
- M. d'Ozouville
- M. de Montecler
- M. Déan de Saint-Martin
- M. de Vaufleury de Chantepie
- M. Ernest Laurain, archiviste de la Mayenne
- et des Archives de la Mayenne

## Publications
- Dictionnaire historique, topographique et biographique de la Mayenne, par les abbés A. Angot et F. Gaugain, avril 1909 ; réédition en 1962 (Joseph Floch, imprimeur-éditeur, Mayenne).
- Histoire de la révolution dans la Mayenne, Laval, 1918, 4 tomes (534, 587, 519 et 557 p.) ; réédition 1989, imprimerie de la Manutention, Mayenne, prix Thérouanne de l'Académie française en 1919